# Wouter Dehairs
Wouter Dehairs (Tienen, 19 januari 1981) is een Vlaamse schrijver. Zijn misdaadromans spelen zich voornamelijk af in Brussel. Zijn derde boek, Nachtstad (2021) werd bekroond met de Knack Hercule Poirotprijs.

## Biografie en loopbaan
Wouter Dehairs groeide op in Zoutleeuw en verhuisde op zijn achttiende naar Brussel waar hij Germaanse talen, optie Engels en Duits, studeerde aan de Katholieke Universiteit. Zijn licentiaatsdiploma (master) behaalde hij aan de Katholieke Universiteit van Leuven. Na afloop heeft hij zich gespecialiseerd in de literatuurtheorie en de interuniversitaire opleiding GGS Literatuurwetenschap gevolgd. 
Een deel van de opleiding in de literatuurwetenschap heeft hij afgelegd aan de Universität Wien. Tijdens zijn verblijf in Wenen begon Dehairs te werken als projectmedewerker aan de faculteit Neerlandistiek. Uitgaande van de theorie van Harold Bloom (The anxiety of influence) onderzocht hij de manier waarop moderne Nederlandstalige schrijvers beïnvloed werden door en invloed hebben uitgeoefend op andere schrijvers.
Na afronding van het project verhuisde Dehairs naar Luxemburg, waar hij als freelance correspondent van de Luxemburgse krant Tageblatt aan de slag ging. Hij schreef artikels en recensies over kunst, muziek en literatuur.  
Na zijn verblijf in Luxemburg keerde hij terug naar Brussel, waar hij aan de slag ging als leraar Nederlands, Engels en Duits aan verschillende middelbare scholen.
Hij woont met zijn vrouw en drie zonen in de Vlaamse rand rond Brussel.
In oktober 2023 was Dehairs ook te gast in de podcast 'Drie Boeken' van Wim Oosterlinck.

### Keller Brik-serie
- De Graffitimoorden (2019) (Uitgeverij Lannoo)
- Nachtstad (2021) (Uitgeverij Lannoo)
- Brussel Blues (2023) (Uitgeverij Lannoo)
- Harde Regen (2024) (Uitgeverij Lannoo)

De Graffitimoorden, Nachtstad, Brussel Blues en Harde Regen behoren tot de Keller Brik-serie. Keller Brik is een voormalig rechercheur die nu als privédetective werkt. Samen met zijn assistente Gwen Van Meer onderzoekt hij zaken in het Brusselse.
Brussel fungeert in de serie als een extra personage dat waakt over de schouder van Brik. De donkere kant van Brussel die wordt belicht, past bij het beroep en de stemming van de privédetective. Volgens Dehairs is de stad die hij opvoert in zijn boeken een literaire creatie die met een been in de actualiteit en met een ander been in het werk van auteurs als Raymond Chandler, Robert B. Parker en Ian Rankin staat.

## Prijzen en nominaties
Nachtstad (2021) werd bekroond met de Knack Hercule Poirotprijs. De jury verklaarde zijn keuze als volgt: "De keuze van de jury had alles vandoen met zijn volmaakte beheersing van een vernuftig plot, de symbiose van grootstadroman en thriller, de psychologische en existentiële ontrafeling van tragische personages, de naadloze vervlechting van politieke en misdadige belangen, en het bijna nihilistische mensbeeld dat uit jeugdtrauma's en zelfhaat voorkomt."
Met Brussel Blues (2023) staat Dehairs opnieuw op de shortlist van deze prijs. Hij kreeg voor dit boek ook een recensie met vier op vijf sterren van De Standaard der Letteren.
Zijn debuut Lockdown (2017) stond op de longlist van de Gouden Strop en de LangZullenWeLezen-trofee.
- Gemeinsame Normdatei: 1197144609
- International Standard Name Identifier: 0000 0005 0659 7108
- Library of Congress Control Number: no2023087062
- Nederlandse Thesaurus van Auteursnamen: 424469510
- Virtual International Authority File: 14157159726978790771